# Ptychadena broadleyi
Ptychadena broadleyi (tên tiếng Anh: Broadley's Ridged Frog) là một loài ếch trong họ Ptychadenidae. Chúng là loài đặc hữu của Malawi.
Các môi trường sống tự nhiên của chúng là các khu rừng vùng núi ẩm nhiệt đới hoặc cận nhiệt đới, xavan ẩm, và vùng nhiều đá. Loài này đang bị đe dọa do mất môi trường sống.